# 피켈하우베

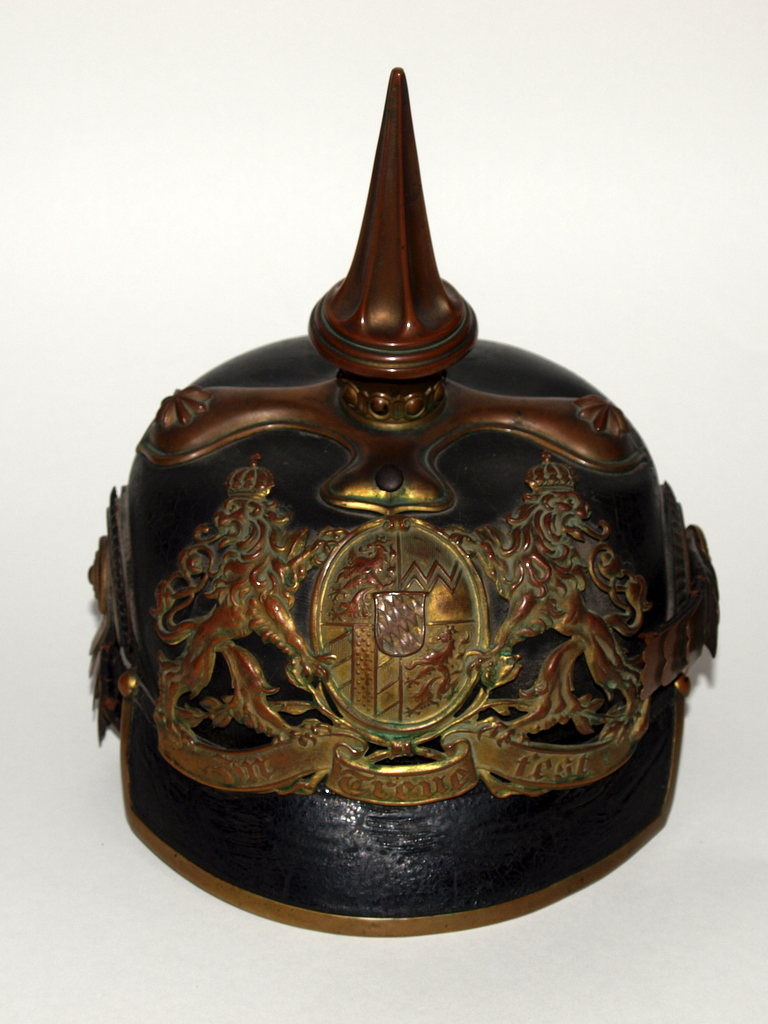
바이에른의 피켈하우베

피켈하우베(독일어: Pickelhaube)는 정수리에 꼬챙이가 달린 투구로, 19세기와 20세기 독일의 군인이 사용했다. 프로이센의 것이 유명하긴 하지만, 다른 나라의 군대들에서도 널리 사용되었다.

## 같이 보기
- 빌헬름 시대